# Sugarcube Animation

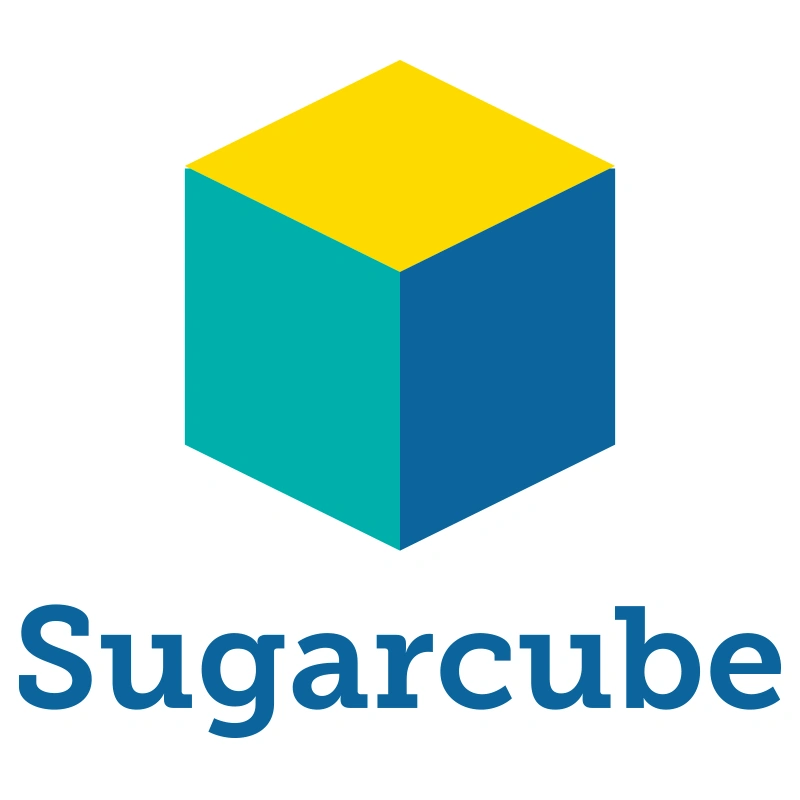
Logotipo de Sugarcube Animation

Sugarcube Animation es el nombre de un estudio de animación creado el año 2016 en Corea del Sur. El estudio se ha hecho cargo de la animación de series estadounidenses exitosas como Star contra las fuerzas del mal (Star vs the forces of evil ) y Casa Búho (The Owl House ). Su sede en Corea está situada en Seúl, y en Estados Unidos está situada en Los Ángeles.

## Producción
La compañía está centrada en el sector comercial, contrariamente a Rough Draft Korea, uno de sus estudios contemporáneos, y su éxito también es más reciente, vincualdo directamente con animaciones televisivas de algunas producciones de Disney Television Animation.
Hasta el momento, sus trabajos se han limitado a trabajar en series al otro lado del mar con la conocida compañía de animación de Disney.

## Técnica
La técnica empleada por Sugarcube Animation se basa principalmente en el dibujo tradicional, y utiliza softwares como Toon Boom Harmony para realizarla. El software está fundamentado sobre las tendencias y métodos de la animación tradicional, los gestos y movimientos de los personajes y objetos trabajados.
Para culminar el resultado final, los SFX y apariencia definitiva de la animación, se trabaja con Flash y After Effects.
De forma resumida, mencionaremos que poseen tres vías de trabajo: la animación tradicional con papel, una combinación de Flash y Hybrid Digital (que combina el 2D y 3D o el 2D con tradicional) y la animación enteramente digital, con el software de Harmony.

## Tópicos de animación
Un tópico es un tema o dispositivo narrativo utilizado en exceso. Esto significa que se utilizan los mismos patrones repetidamente en historias sin ninguna relación entre ellas para facilitar su narración. Estos recursos son utilizados por escritores y guionistas para hacer avanzar sus historias de un modo que al espectador le resulte atractivo.
En la animación, estos clichés se refieren a los procesos, gestos o recursos técnicos que a menudo se reiteran en series y películas. Los más empleados por Sugarcube Animation son el Bache animado y el Cambio de arte.

## Series y episodios

### Star vs the forces of evil(Star contra las fuerzas del mal)[4]

#### Segunda temporada (estreno el11 de julio de 2016 - final el 4 de abril de 2017)[5]
| Episodio de la serie | Episosis de la temporada | Nombre original    | Nombre en catalán         |
| -------------------- | ------------------------ | ------------------ | ------------------------- |
| 16b                  | 3b                       | Fetch              | ¡A por ella!              |
| 17a                  | 4a                       | Star vs Echo Creek | Star contra Echo Creek    |
| 17b                  | 4b                       | Want to wand       | Las varitas               |
| 18a                  | 6a                       | Starsitting        | Star hace de niñera       |
| 19b                  | 6b                       | On the job         | Vuelta al trabajo         |
| 20a                  | 7a                       | Goblin Dogs        | Los duendeperritos        |
| 22a                  | 9a                       | Sleepover          | La fiesta de pijamas      |
| 22b                  | 9b                       | Gift of the Card   | La tarjeta regalo         |
| 22b                  | 10b                      | Is Mystery         | Es un misterio            |
| 25b                  | 11b                      | Pizza Thing        | Esa cosa de la pizza      |
| 26a                  | 12a                      | Page Turner        | La página censurada       |
| 26b                  | 12b                      | Naysaya            | El negativo               |
| 28a                  | 15a                      | Raid the cave      | Asalto a la cueva         |
| 28b                  | 15b                      | Trickstar          | Star y la magia terrícola |
| 30a                  | 17a                      | Mathmagic          | Matemagia                 |
| 31b                  | 17b                      | The Bounce Lounge  | La sala Nubes             |
| 32a                  | 19a                      | Henious            | Atroz                     |
| 32b                  | 19b                      | All Belts are Off  | A apretarse el cinturón   |
| 34                   | 21                       | Face the music     | Canta las cuarenta        |

#### Tercera temporada(estreno el 15 de julio de 2017 - final el 3 de marzo de 2019)[6]
| Episodio de la | Episodio de la temporada | Nombre original           | Nombre en catalán                 |
| -------------- | ------------------------ | ------------------------- | --------------------------------- |
| 37a            | 2a                       | Book be gone              | Desaparece, libro                 |
| 37b            | 2b                       | Marco and the King        | Marco y el rey                    |
| 38a            | 3a                       | Puddle Defender           | Charca de defensa                 |
| 38b            | 3b                       | King Ludo                 | El rey Ludo                       |
| 40a            | 5a                       | Scent of en Hoodie        | El olfato de una sudadera         |
| 40b            | 5b                       | Resto in Pudding          | Descansa en Púdin                 |
| 42a            | 7a                       | Demoncismo                | Demoncismo                        |
| 42b            | 7b                       | Sophomore Slump           | Depresión en segundo año          |
| 44a            | 9a                       | Princess Turdina          | La princesa Plastita              |
| 44b            | 9b                       | Starfari                  | Starfari                          |
| 46a            | 11a                      | Death Peck                | Muerte a picotazos                |
| 46b            | 11b                      | Ponymonium                | Ponimonio                         |
| 48             | 13                       | Monster Bash              | Juerga de monstruos               |
| 50a            | 15a                      | The Bogbeast of Boggabah  | La bestia del pantano de Boggabah |
| 50b            | 15b                      | Total Eclipse of the Moon | Eclipa total de Moon              |
| 52a            | 17a                      | Is Another Mystery        | Es otro misterio                  |
| 52b            | 17b                      | Marco Jr.                 | Marco Júnior                      |
| 54a            | 19a                      | Bam Ui Pati               | Fiesta de la noche                |
| 54b            | 19b                      | Tough Love                | Amor de madre                     |

#### Cuarta temporada (estreno el 10 de marzo de 2019 - final el 19 de mayo de 2019)[7]
| Episodio de la serie | Episodio de la temporada | Nombre original                         | Nombre en catalán                  |
| -------------------- | ------------------------ | --------------------------------------- | ---------------------------------- |
| 58                   | 2                        | Escape from the Pie Folk                | Escapando de los pasteleños        |
| 60a                  | 4a                       | Ransomgram                              | Rescategrama                       |
| 60b                  | 4b                       | Lake House Fever                        | Fiebre en la casa del lago         |
| 62a                  | 6a                       | ¡The Ponyhead Show!                     | ¡El show de Ponyhead!              |
| 62b                  | 6b                       | Surviving the Spiderbites               | Sobreviviendo los Picadura         |
| 64                   | 8                        | Curse of the Blood Moon                 | La maldición de la Luna de Sangre  |
| 66a                  | 10a                      | Cornball!                               | ¡Maízbol!                          |
| 66b                  | 10b                      | Meteora's Lesson                        | La lección de Meteora              |
| 68a                  | 12a                      | Junkin' Janna                           | La gamberra de Janna               |
| 68b                  | 12b                      | A spell with No Name                    | El hechizo sin nombre              |
| 70                   | 14                       | Cornonation                             | La coronación                      |
| 72a                  | 16a                      | Beach Day                               | El día de la playa                 |
| 72b                  | 16b                      | Gone Baby Gone                          | Adiós, pequeña, adiós              |
| 74a                  | 18a                      | Mamá Star                               | Mamá Star                          |
| 74b                  | 18b                      | Ready, Aim, Fire                        | Preparen, apunten, fuego           |
| 76a                  | 20a                      | Pizza Party                             | Fiesta de la pizza                 |
| 76b                  | 20b                      | The Tavern at the End of the Multiverse | La taberna al final del multiverso |

### The Owl House(Casa Búho)

#### Primera temporada(estreno el 10 de enero de 2020 - final el 3 de octubre de 2020)[8]
| Episodio de la serie | Episodio de la temporada | Nombre original                    |
| -------------------- | ------------------------ | ---------------------------------- |
| 3                    | 3                        | I Was a Teenage Abomination        |
| 5                    | 5                        | Covention                          |
| 9                    | 9                        | Something Ventured, Someone Framed |
| 12                   | 12                       | Adventuras in the Elements         |
| 13                   | 13                       | The First Day                      |
| 14                   | 14                       | Really Small Problems              |
| 15                   | 15                       | Understanding Willow               |
| 17                   | 17                       | Wing It Like Witches               |
| 19                   | 19                       | Young Blood, Old Souls             |

#### Segunda temporada (estreno el 12 de junio de 2021 - final el 29 de mayo de 2022)[9]
| Episodio de la serie | Episodio de la temporada | Nombre original                        |
| -------------------- | ------------------------ | -------------------------------------- |
| 20                   | 2                        | Separate Tides                         |
| 22                   | 3                        | Echoes of the Past                     |
| 23                   | 4                        | Keeping Up A-fear-ances                |
| 25                   | 6                        | Hunting Palismen                       |
| 26                   | 7                        | Eda's Requiem                          |
| 27                   | 8                        | Knock, Knock, Knockin' en Hooty's Door |
| 28                   | 9                        | Eclipse Lake                           |

#### Tercera temporada (estreno el 15 de octubre de 2022 - final el 8 de abril de 2023)
| Episodio de la serie | Episodio de la temporada | Nombre original       |
| -------------------- | ------------------------ | --------------------- |
| 41                   | 1                        | Thanks to Them        |
| 42                   | 2                        | For the Future        |
| 43                   | 3                        | Watching and Dreaming |

### Big City Greens (Los Green en la gran ciudad)[10]

#### Primera temporada (estreno el 18 de junio de 2018 - final el 9 de marzo de 2019)[11][11]
| Episodio de la serie | Episodio de la temporada | Nombre original     | Nombre en catalán             |
| -------------------- | ------------------------ | ------------------- | ----------------------------- |
| 2a                   | 2a                       | Cricket Versus      | Cricket Contra                |
| 3b                   | 3b                       | Tilly's Goat        | La cabra de Tilly             |
| 4b                   | 4b                       | Backflip Bill       | Bill Pirueta                  |
| 6a                   | 6a                       | Photo Op            | Operación Foto                |
| 6b                   | 6b                       | Remy Rescue         | Al rescate de Remy            |
| 8b                   | 8b                       | Raccooned           | El ataque de los mapaches     |
| 9a                   | 9a                       | Hijo Bill           | Atracón en la Gran Ciudad     |
| 9b                   | 9b                       | Critterball Crisis  | La crisis del Bestiabol       |
| 10b                  | 10b                      | DIY Guys            | Chicos de bricolaje           |
| 11a                  | 11a                      | Gargoyle Gals       | Las amigas gárgola            |
| 11b                  | 11b                      | Supermarket Scandal | Escándalo en el supermercado  |
| 12b                  | 12b                      | Suite Retreat       | Dulce descanso                |
| 14a                  | 14a                      | Rated Cricket       | Apto para todos los Crickets  |
| 14b                  | 14b                      | Homeshare Hoedown   | Un baile country muy hogareño |
| 15a                  | 15a                      | Cricket's Shoes     | En la piel de Cricket         |
| 15b                  | 15b                      | Feud Flight         | Una pelea muy reñida          |
| 17a                  | 17a                      | Tilly Tour          | La visita guiada de Tilly     |
| 17b                  | 17b                      | Dinner Party        | Cena de amigos                |
| 18a                  | 18a                      | Coffee Quest        | En busca del deseado café     |
| 21                   | 21                       | Uncaged             | Desenjaulados                 |
| 24a                  | 24a                      | Hiya Henry          | ¿Qué hay, Henry?              |
| 25a                  | 25a                      | Valentine's Dance   | El baile de San Valentín      |
| 25b                  | 25b                      | Green Streets       | Green limpia las calles       |
| 26a                  | 26a                      | Hurty Tooth         | Diente doliente               |
| 26b                  | 26b                      | Sleepover Sisters   | Hermanas de pijama            |
| 30a                  | 30a                      | Cricket's Place     | La casa de Cricket            |
| 30b                  | 30b                      | Volunteer Tilly     | La voluntaria Tilly           |

#### Segunda temporada (estreno el 16 de noviembre de 2019 - final el 3 de abril de 2021)[12]
| Episodio de la serie | Episodio de la temporada | Nombre original   | Nombre en catalán           |
| -------------------- | ------------------------ | ----------------- | --------------------------- |
| 31b                  | 1b                       | Caro Trouble      | Problemas mecánicos         |
| 32a                  | 2a                       | Urban Legend      | Leyenda urbana              |
| 33a                  | 3a                       | Elevator Action   | Un ascensor muy movido      |
| 33b                  | 3b                       | Bad Influencer    | Una mala influencia         |
| 35a                  | 5a                       | Reckoning Ball    | La bola de la revancha      |
| 35b                  | 5b                       | Clubbed           | Un club muy impactante      |
| 37b                  | 7b                       | Bill-iever        | Bill-ienígenas              |
| 38a                  | 8a                       | Shark Objects     | Dentelladas abiertas        |
| 40a                  | 10a                      | Garaje Tales      | Historias de garaje         |
| 40b                  | 10b                      | Animal Farm       | Rebelión en otra granja     |
| 42a                  | 12a                      | Time Crisis       | Crisis temporal             |
| 42b                  | 12b                      | Gramma Driver     | Yaya al volante             |
| 44a                  | 14a                      | Friend Con        | Convención de amigos        |
| 44b                  | 14b                      | Flimflammed       | Tangado                     |
| 46a                  | 16a                      | Gabriella's Fella | El mejor amigo de Gabriella |
| 47a                  | 17a                      | Green Mirror      | El reflejo de los Green     |
| 47b                  | 18b                      | ¡Super Gramma!    | ¡Súperyaya!                 |
| 49b                  | 19b                      | Hurt Bike         | La moto bomba               |
| 50a                  | 20a                      | Quieto Please     | Silencio, por favor         |
| 50b                  | 20b                      | Chipwrecked       | Todo un desastre            |
| 51                   | 21                       | Chipocalypse Now  | Chipocalipsis Ahora         |
| 53a                  | 23a                      | Big Resolution    | Un gran propósito           |
| 54b                  | 24b                      | Okay Karaoke      | Viva el karaoke             |
| 55a                  | 25a                      | Date Night        | Cita nocturna               |
| 57a                  | 27a                      | Fast Foodie       | Comida rápida               |
| 58a                  | 28a                      | Ding Dongers      | Ding Dongers                |
| 59b                  | 29a                      | Bat Girl          | La niña bateadora           |
| 60b                  | 30b                      | Gloria's Café     | El café de Gloria           |

#### Tercera temporada (estreno el 12 de febrero de 2022)[13]
| Episodio de la serie | Episodio de la temporada | Nombre original | Nombre en catalán  |
| -------------------- | ------------------------ | --------------- | ------------------ |
| 62a                  | 2a                       | Boss Life       | Vida de jefe       |
| 62b                  | 2b                       | Papaganda       | Papaganda          |
| 63b                  | 3b                       | Zen Garden      | Huerto Zen         |
| 64a                  | 4b                       | No Service      | Sin servicio       |
| 66a                  | 6a                       | Trivia Night    | Noche de trivial   |
| 68a                  | 8a                       | Listen Up!      | ¡Escucha!          |
| 69a                  | 9a                       | Rembo           | Rembo              |
| 70                   | 10                       | The Move        | La mudanza         |
| 71a                  | 11a                      | Country Side    | El campo           |
| 71b                  | 11b                      | Junk Mountain   | Montaña de basura  |
| 74a                  | 14a                      | Frilly Tilly    | Tilly con volantes |
| 74b                  | 14b                      | Montaged        | Montada            |